# Hesdin
Hesdin (Nederlands: Heusdin of Heusden) is een plaats en voormalige gemeente in het Franse departement Pas-de-Calais in de regio Hauts-de-France. De plaats maakt deel uit van het arrondissement Montreuil en ligt in het bekken gevormd door de rivieren de Canche en de Ternoise. Hesdin telde op 1 januari 2022 2.225 inwoners.

## Geschiedenis
Hesdin werd in 1554 door Keizer Karel V gebouwd aan de oevers van de Canche, nadat hij het 6 km verderop gelegen Vieil-Hesdin en zijn kasteel in 1553 had verwoest.
Op 1 januari 2025 is Hesdin gefuseerd met de gemeenten Huby-Saint-Leu, Marconne en Sainte-Austreberthe tot de gemeente Hesdin-la-Forêt.

## Bezienswaardigheden
- Het gemeentehuis, oorspronkelijk een 16e-eeuws paleis van Maria van Hongarije, de zus van keizer Karel V. In het midden van de loggia prijken Filips IV van Spanje en zijn tweede echtgenote, Isabella van Frankrijk. Ze zijn omringd door de zeven deugden. De loggia dateert uit de tijd van de verbouwing van het paleis tot gemeentehuis (1629).[2]
- De Onze-Lieve-Vrouwekerk met een portaal in de vorm van een triomfboog, typisch voor de laatrenaissance
- L'Hôpital Saint Jean, opgericht in 1562 door Margaretha van Parma, dochter van Keizer Karel V. Vanaf de 17de eeuw tot 1770 was het een jezuïetencollege. Daarna werd het opnieuw een hospitaal. De gebouwen dateren uit de 18de eeuw, de neogotische kapel uit de 19de eeuw.
- L'Hôtel de Siougeat, 18de-eeuws herenhuis in classicistische stijl met cour d'honneur.
- Forêt d'Hesdin, een woud van ruim 1.000 hectaren, net ten noorden van de stad.

## Geografie
De oppervlakte van Hesdin bedroeg op 1 januari 2022 0,93 vierkante kilometer; de bevolkingsdichtheid was toen 2.392,5 inwoners per km².

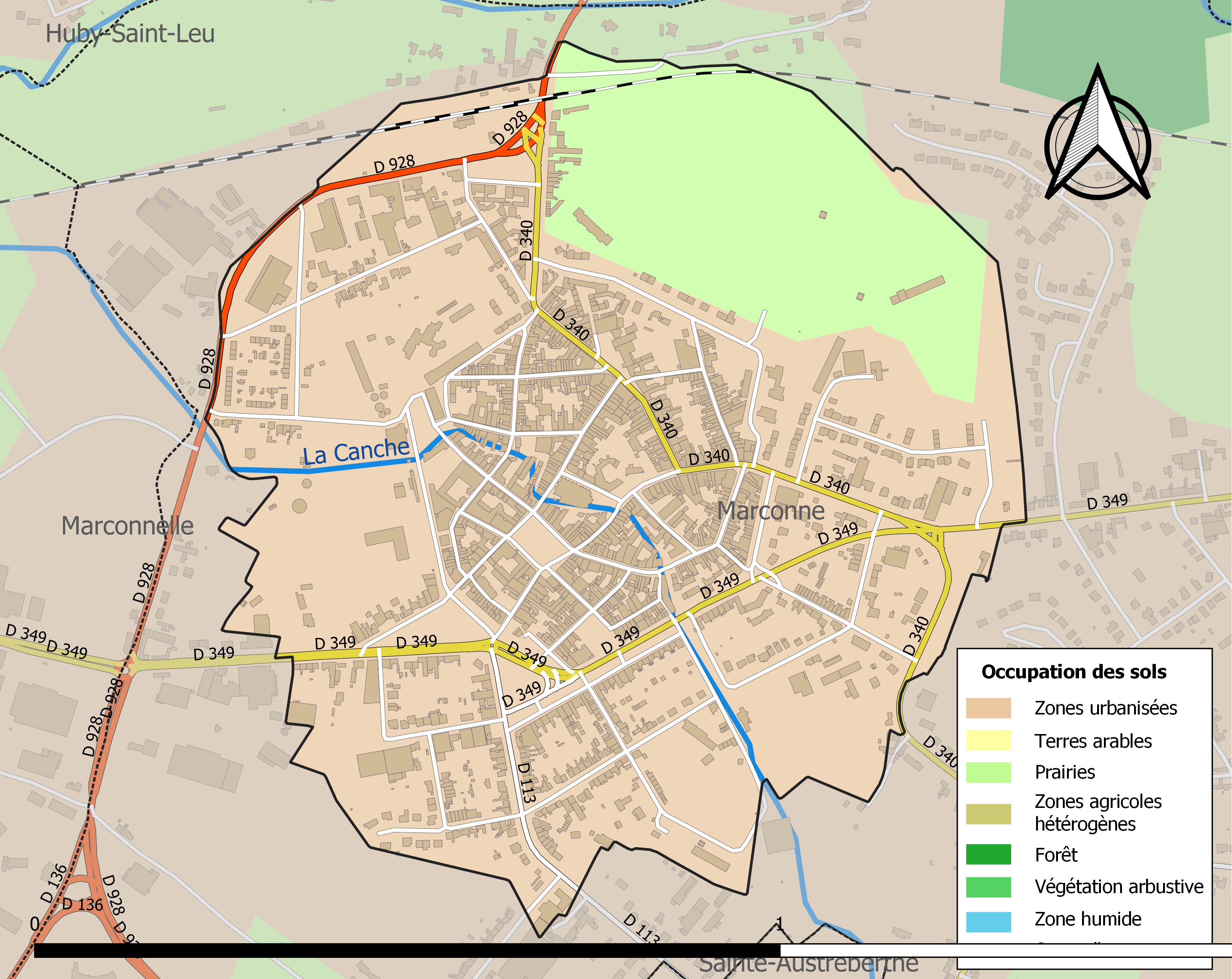
Kaart van de belangrijkste infrastructuur, bodemgebruik en omliggende gemeenten

## Demografie
Onderstaande figuur toont het verloop van het inwonertal.

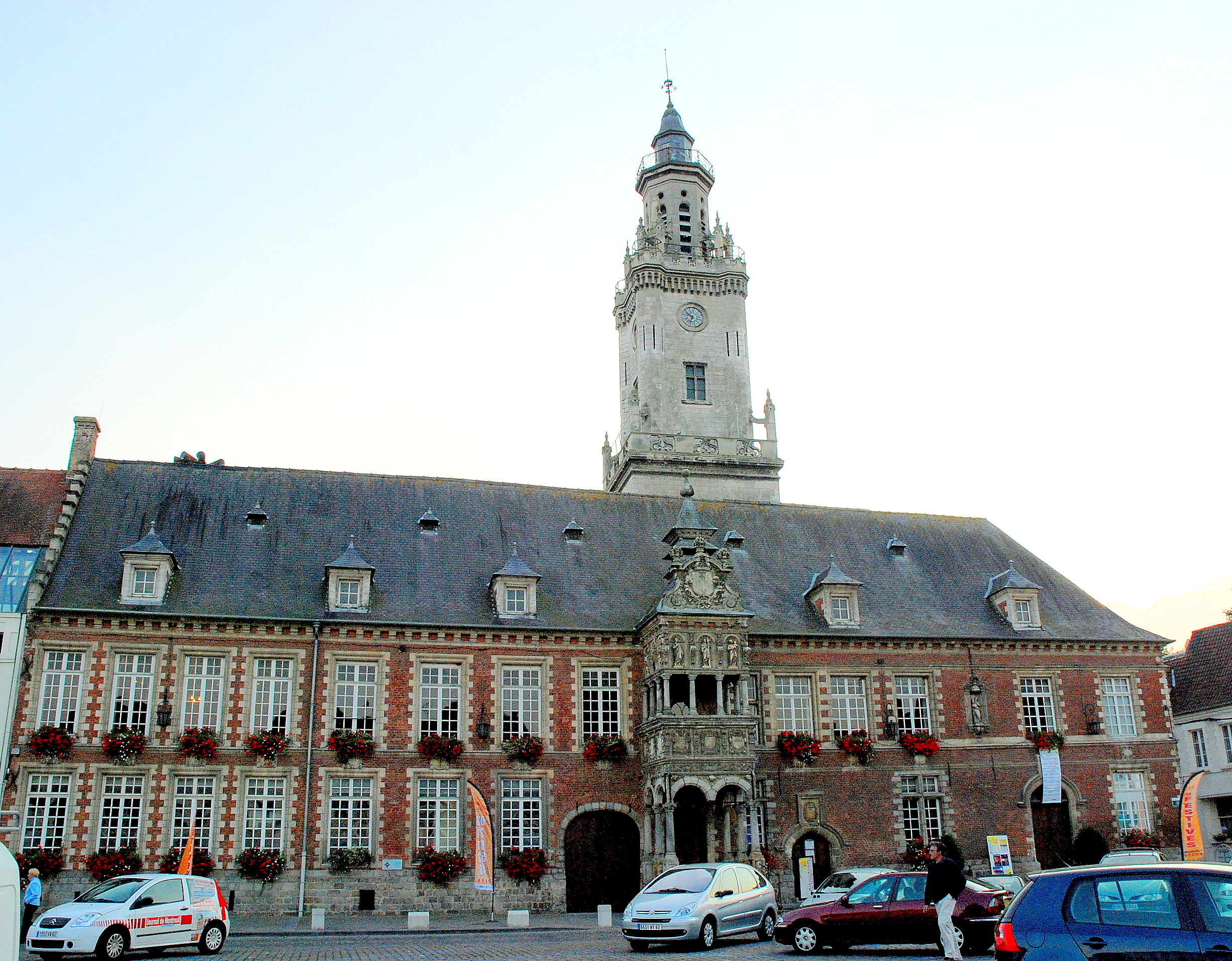
Het voormalig paleis van Maria van Hongarije
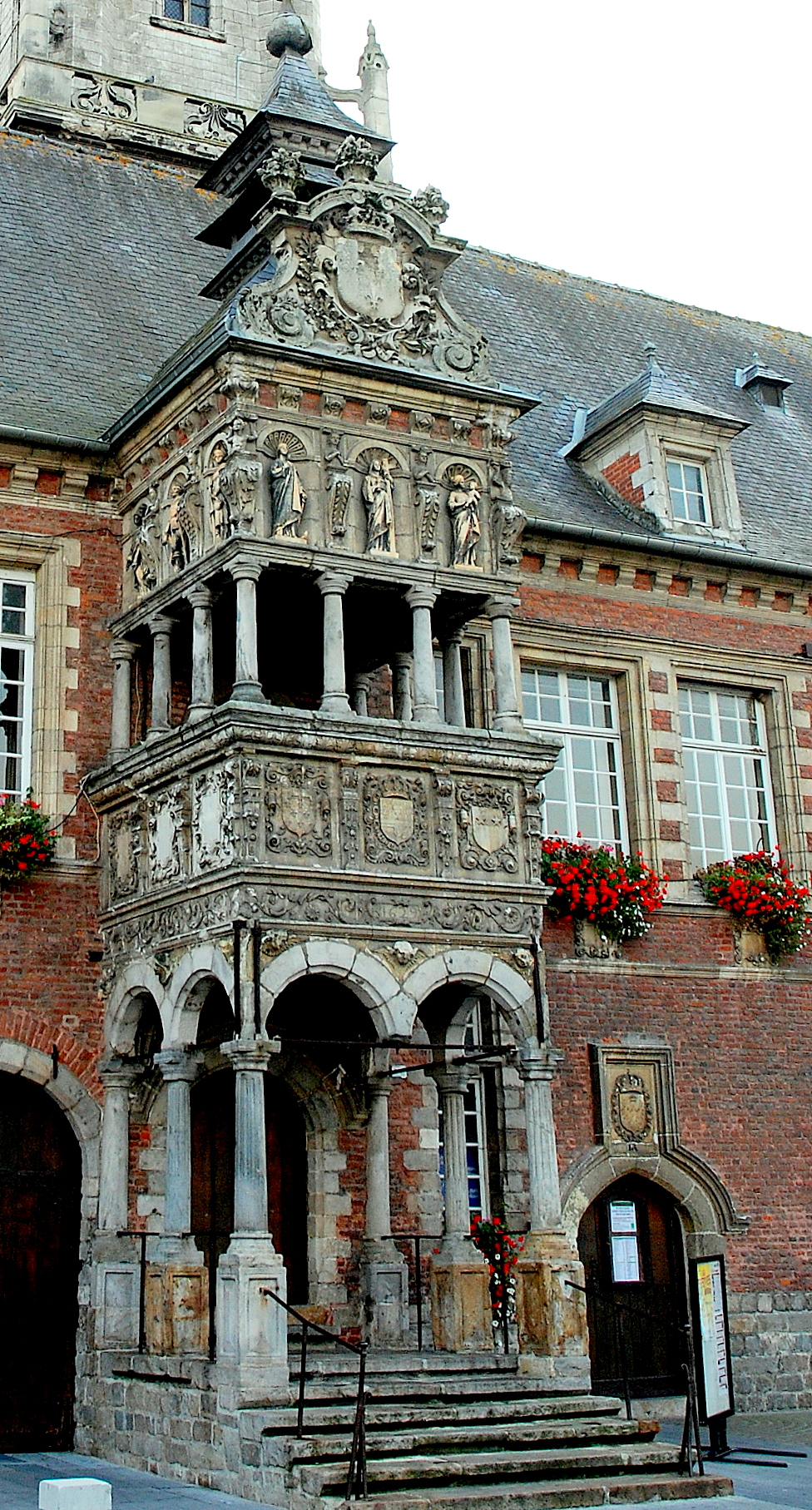
De loggia

## Geboren
- Valeran de Héman (1584-1641), orgelbouwer die onder meer aan de orgels werkte van de Notre-Dame van Parijs en die van de kathedraal van Rouen en die van Bordeaux. Werd opgevolgd door zijn 3 neven.
- Joannes Loisel (1607-1660), kanunnik in Antwerpen en Ninove, koormeester en componist van onder andere Latijnse en Nederlandse kerstliederen, die in 1651 gepubliceerd werden als cantiones natalitiæ.
- Antoine François Prévost (1697-1763), geestelijke, schrijver en journalist, auteur van Manon Lescaut
- Charles Blondin (1824-1897), geboren als Jean François Gravelet, koorddanser, stak in 1859 als eerste, onder massale belangstelling, de Niagara watervallen over
- Henri Le Fauconnier (1881-1946), kunstschilder
- François Dalle (1918-2005), zakenman, maakte van het toen kleine L'Oréal de nummer 1 van de cosmeticaproducenten

Hesdin · Huby-Saint-Leu · Marconne · Sainte-Austreberthe